# Willi Hennig
Willi Hennig ( 20 de abril de 1913 - 5 de noviembre de 1976) fue un biólogo y entomólogo alemán que a través de una obra singular puso en pie los principios del análisis filogenético y de la sistemática cladística. Hennig no aportó probablemente ningún concepto que no pueda rastrearse en la literatura científica anterior, pero tuvo el mérito de sistematizar e integrar las ideas esenciales en un todo riguroso y convincente.

## Entomólogo militar
Willi Hennig fue enrolado en 1938, entrenándose en infantería, concluyendo su curso en 1939. Al comienzo de la Segunda Guerra Mundial, es ubicado en tropas de infantería en Polonia, Francia, Dinamarca, y Rusia. Es herido por fragmentos de granada en 1942, y pasa como entomólogo en el "Instituto de Medicina Tropical e Higiene en Berlín, con el cargo de "Sonderführer Z". Casi al finalizar la guerra, toma servicio en Italia en el 10º ejército, "Heeresgruppe C", para luchar contra la malaria y otras epidemias. Finalizada la guerra en mayo de 1945, es capturado por los británicos en el golfo de Trieste, y es solo liberado en el otoño. Por su activa participación como soldado y como científico, Hennig fue sometido a acusaciones de haber pertenecido al "Partido Nacional Socialista", especialmente por los testimonios del biólogo franco-italiano, y fundador de la panbiogeografía, León Croizat. Sin embargo, no hubo evidencia para profundizar en la acusación. Hennig nunca fue miembro del partido nacionalsocialista, y tampoco nunca lo defendió.
Durante su periodo de prisionero de guerra, Hennig comenzó a diseñar su más importante contribución a la sistemática, no publicando hasta 1950. Ocupó 170 páginas de papel A4, a lápiz. Durante la guerra, había publicado 25 trabajos científicos. Mucha de su correspondencia e investigación bibliográfica la conducía su mujer, Irma.

## Años de postguerra
En 1950 publicó "Basic outline of a theory of phylogenetic systematics"
La obra, publicada inicialmente en alemán, empezó a cobrar influencia después de que se publicara una versión revisada en inglés en 1965. Encontró un caldo de cultivo adecuado, porque en los mismos años se estaba desarrollando, con éxito diverso, la preocupación por desplegar metodológica y técnicamente las herramientas de la Sistemática, por autores como R.R.Sokal o W.H.Wagner, Jr.
La influencia de la obra de Hennig en los biólogos contemporáneos ha sido inmensa y fructífera, dando origen a una escuela dentro de la Biología Sistemática, la cladista, que ha estado en el centro del desarrollo subsiguiente del análisis filogenético. A su vez, la disponibilidad de filogenias apropiadas para una adecuada aplicación del método comparativo, es uno de los fundamentos de la actual fase de explosión en Biología.

## Publicaciones
- Die Schlangengattung Dendrophis.in: Zoologischer Anzeiger. 99. 1932, 273-297

- Revision der Gattung Draco (Agamidae). in: Temminckia. 1.1936, 153-220

- Beziehungen zwischen geographischer Verbreitung und systematischer Gliederung bei einigen Dipterenfamilien: ein Beitrag zum Problem der Gliederung systematischer Kategorien höherer Ordnung. in: Zoologischer Anzeiger. 116.1936, 161-175

- Probleme der biologischen Systematik. in: Forschungen und Fortschritte. 21/23.1947, 276-279

- Die Larvenformen der Dipteren. 3 Bde. Akademie-Verlag, Berlín 1948-1952

- Grundzüge einer Theorie der phylogenetischen Systematik. Deutscher Zentralverlag, Berlín 1950

- Kritische Bemerkungen zum phylogenetischen System der Insekten. Beiträge zur Entomologie. Vol. 3 (Sonderheft). 1953, 1-85

- Phylogenetic Systematics. Univ. Illinois Press, Urbana 1966

- Die Stammesgeschichte der Insekten. Waldemar Kramer & Co. 1969

- „Cladistic analysis or cladistic classification?“ A reply to Ernst Mayr. in: Syst. Zool. 24.1974, 244-256
- Aufgaben und Probleme stammesgeschichtlicher Forschung. Paul Parey, Berlín 1984

## Abreviatura (zoología)
La abreviatura Hennig  se emplea para indicar a Willi Hennig como autoridad en la descripción y taxonomía en zoología.